# Friedrich Schmid-Wallis

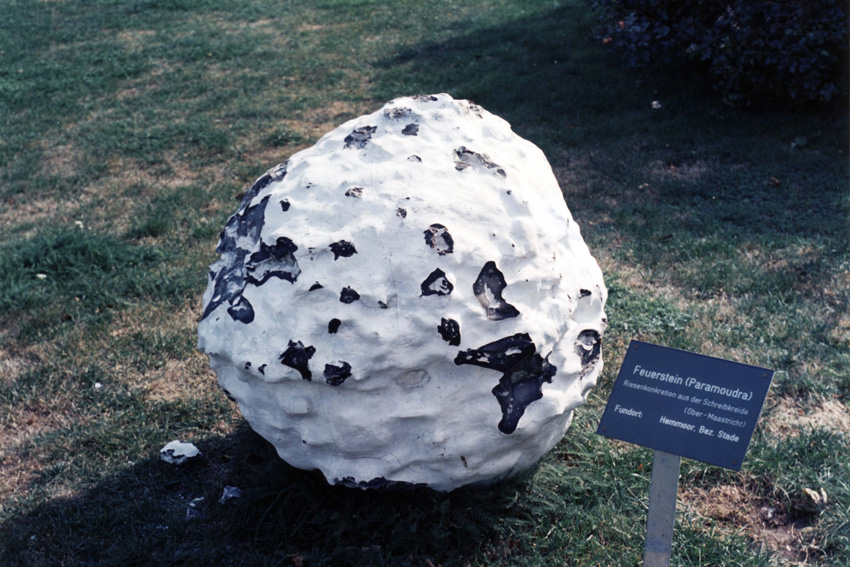
Feuerstein (Paramoudra) aus der Schreibkreide. Fundort: Hemmoor

Friedrich Schmid-Wallis, früher Friedrich Schmid, (* 9. Dezember 1925 in Rastede; † 13. August 2018 in Gottmadingen) war ein deutscher Paläontologe.

## Leben
Schmid-Wallis studierte in Hamburg (Diplom 1950), war am Geologischen Staatsinstitut Hamburg und wurde dort 1951 promoviert (Die Cephalopoden und die Stratigraphie des Maastricht von Hemmoor-Basbeck (Niederelbe) und eine vergleichende Morphologie der Scaphiten). Von 1952 bis 1987 war er am Niedersächsischen Landesamt für Bodenforschung in Hannover tätig. Zudem war Schmid-Wallis ab 1975 außerplanmäßiger Professor. Er lebte zuletzt in Gottmadingen.
Schmid-Wallis war auf Kreide-Fossilien und -Stratigraphie in Norddeutschland spezialisiert, besonders in den Kreidegruben von Hemmoor und Kronsmoor (Fossilien aus dem Maastrichtium). Dort begann er 1947 zu forschen. Er war der Erste, der orientierte Anlagerung an Fossilien studierte, woraus sich die Schmidsche Regel (1949) ergab: angeheftete Larven streben stets dem höchsten Punkt zum Beispiel eines Seeigels zu. Daraus lässt sich die Orientierung des Fossils bei der Ablagerung bestimmen. 1955 veröffentlichte er eine erste zusammenfassende Untersuchung des in Hemmoor aufgeschlossenen Grenzprofils von Unter- und Ober-Maastrichtium. Als sich das Ende des Abbaus in der Grube in den 1970er Jahren abzeichnete (1977 vollzogen und 1982 endgültig geschlossen, heute ist sie teilweise mit Wasser gefüllt), wurden im Rahmen eines DFG-Programms (Geologische Korrelationsforschung) 1973 bis 1978 intensive Fossilaufnahmen nach stratigraphischen Gesichtspunkten durchgeführt. Von den durch Bohrungen bekannten Gesamtmächtigkeit des Maastrichtium in Norddeutschland von 232 m waren dort 141 m in der bis 120 m tiefen Grube aufgeschlossen.
Er entdeckte 1974 auch in der Kreidegrube von Hemmoor eine mit 500 kg ungewöhnlich große Flint-Kugel (sogenannte Paramoudra Bildungen in Flintsäulen), die heute im Museum Hemmoorium ausgestellt ist. In der Kreide-Stratigraphie arbeitete er vor allem mit Max-Gotthard Schulz und Walter Kegel Christensen zusammen.
2012 wurde er Ehrenmitglied der Paläontologischen Gesellschaft.

## Schriften
- Friedrich Schmid: Orientierte Anheftung von Ostrea vesicularis Lamarck, Dimyodon nilssoni Hagenow und Crania parisiensis Defrance. Mitt. geol. Staatsinst.; Hamburg. 19, 1949: 53–56 (Schmidsche Regel)
- Friedrich Schmid: Die bisherigen Untersuchungen über das Unter/Obermaastricht-Grenzprofil von Hemmoor (Niederelbe), seine Schichtenfolge und Leitformen, Mitt. Geolog. Staatsinstitut Hamburg, 23, 1955, 75–86
- Friedrich Schmid als Herausgeber und Ko-Autor: Fossilien aus der Schreibkreide, Geolog. Jahrbuch A 61, 1982, 293 Seiten (Das Maastricht aus Nordwestdeutschland 2) (Ergebnisse des DFG-Schwerpunktprogramms aus Hemmoor)